# Schänzlebrücke
Die Schänzlebrücke, auch Neue Rheinbrücke oder Europabrücke genannt, überspannt in Konstanz den Seerhein. Die Brücke gehört als Teil der B 33n zu der Bundesstraße 33 (hier Europastraße) und verbindet Konstanz direkt mit der Schweizer Autobahn A7 und Kreuzlingen. Weiter verbindet sie das rechtsrheinische Konstanzer Industriegebiet mit dem linksrheinischen Stadtteil Paradies. Sie weist für jede Richtungsfahrbahn zwei Fahrstreifen, einen Standstreifen sowie einen Rad- und Gehweg auf.

## Entstehung
Der zweite Rheinübergang in Konstanz (nach der Alten Rheinbrücke), mit Anbindung an die Schweizer Grenze, wurde ursprünglich als Brücke der Bundesautobahn 81 zur Entlastung des innerstädtischen Durchgangsverkehrs errichtet. Die Ausschreibung war im Herbst 1974, im August 1975 folgte der Baubeginn und am 1. Juli 1980 die Freigabe der Brücke. Sie war zunächst nur eine So-da-Brücke, erst ab Juli 1983 bestand eine provisorische Anbindung an das städtische Straßennetz. Die endgültige Fertigstellung der Brücke mit allen Dämmen und Rampenbrücken zur Verbindung der neuen, rechtsrheinischen B 33 mit dem neuen Grenzübergang, auf der Trasse einer in den 1930er Jahren geplanten Umgehungsbahnstrecke, konnte wegen zahlreicher Anwohnereinsprüche erst 27 Jahre nach Verkehrsfreigabe im Mai 2007 geschehen.

## Konstruktion

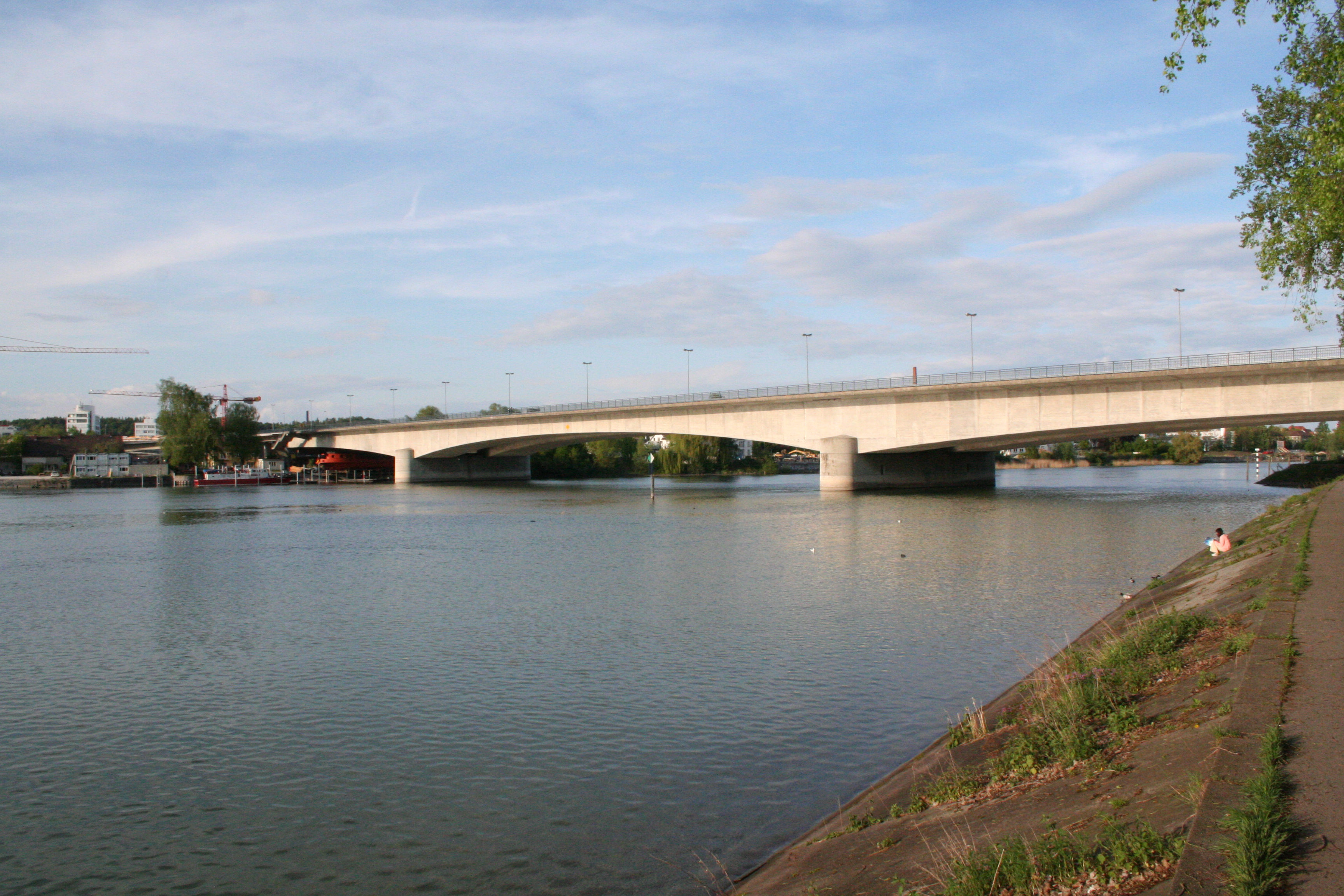
Schänzlebrücke

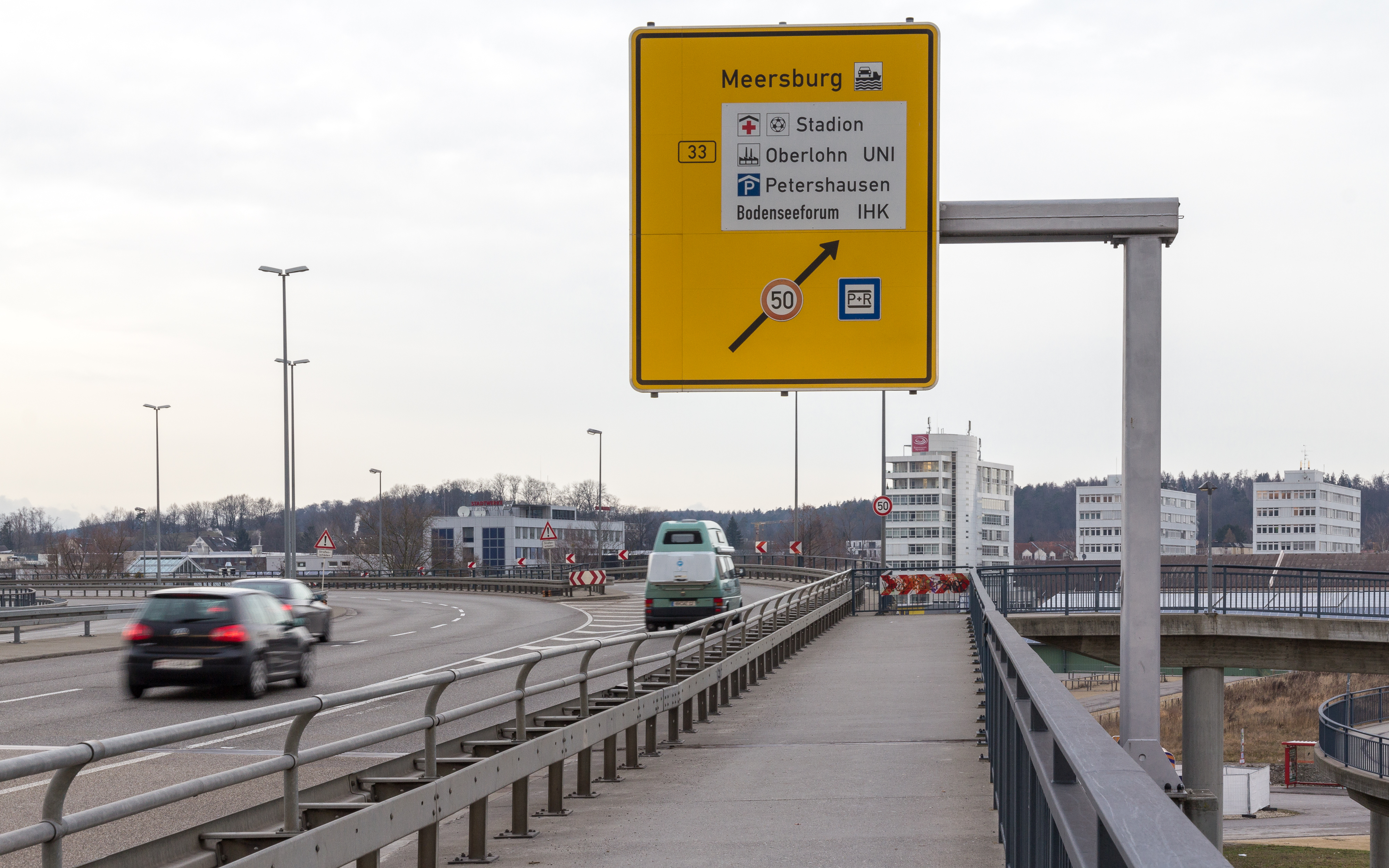
Auf der Schänzlebrücke

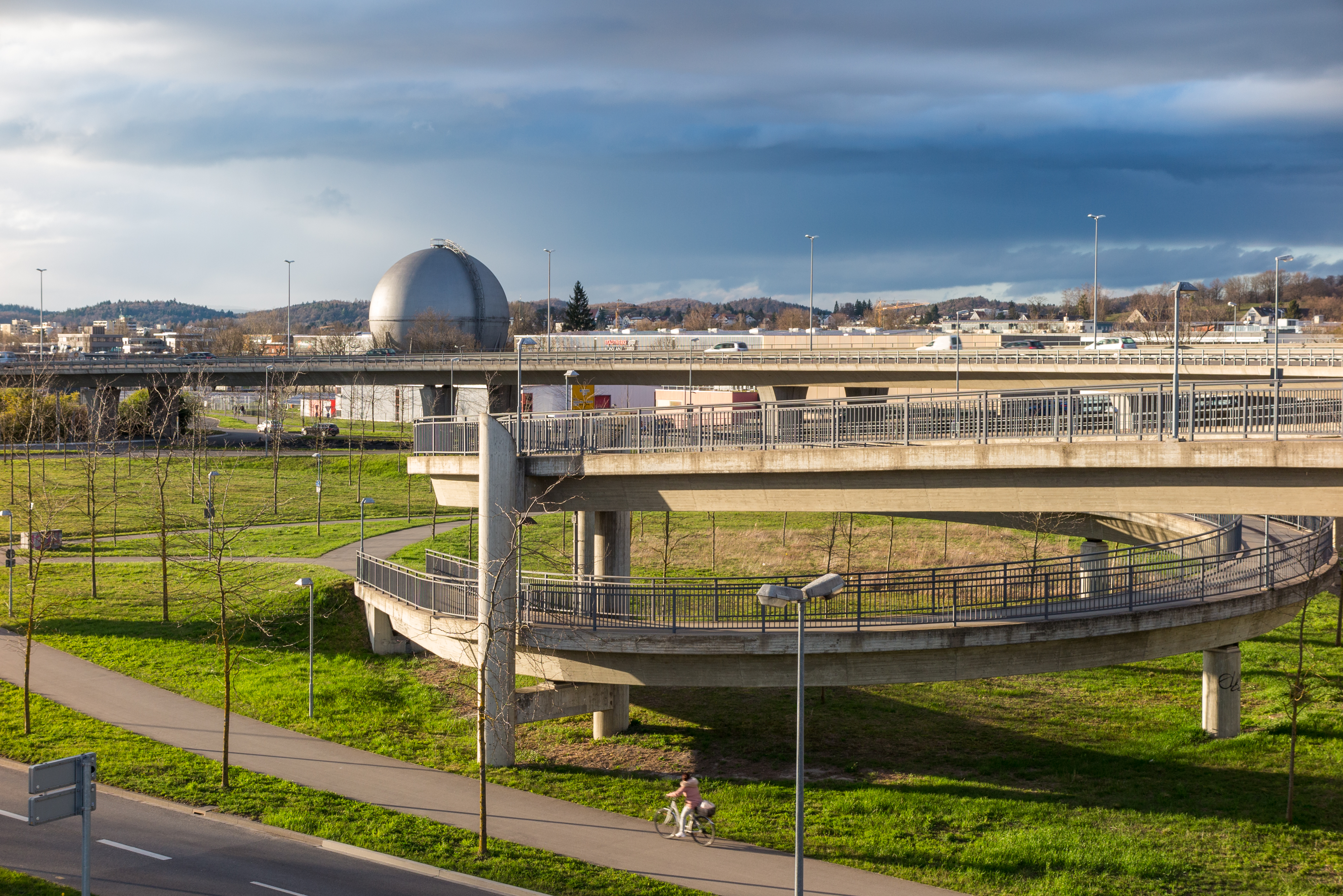
Fuß- und Radwegrampe im Nordwesten der Schänzlebrücke

Die Hauptbrücke ist eine 304,9 m lange Spannbetonkonstruktion mit drei Öffnungen und Stützweiten von 85,35 m in den beiden Randfeldern sowie 134,20 m im mittleren Feld. In Längsrichtung ist der Durchlaufträger als Bauwerkssystem vorhanden. Die insgesamt 37,0 m breite Konstruktion besteht aus zwei Überbauten, die jeweils einen einzelligen Hohlkastenquerschnitt mit 9,6 m Kastenbreite und veränderlicher Konstruktionshöhe aufweisen. Die Kastenhöhe beträgt über den Pfeilern 8,0 m, 3,5 m in Strommitte und 4,5 m an den Brückenenden. Die Herstellung der Überbauten erfolgte im Freivorbau.
Die Brückenpfeiler weisen eine Tiefgründung auf. Aufgrund von dicken Tonschichten mit weichbreiiger bis steifer Konsistenz waren Bohrpfähle mit außergewöhnlichen Längen von bis zu 63 m notwendig. Die Herstellung erfolgte teleskopiert, das heißt, es wurde mit einem Rohr mit 1,63 m Durchmesser begonnen, in das nach 21 m Bohrtiefe ein zweites mit 1,5 m Durchmesser eingestellt wurde, nach 47 m Tiefe folgte noch ein drittes mit 1,4 m Durchmesser. Abschließend erhielten die langen Pfähle für eine ausreichende Tragfähigkeit eine Fußverbreiterung von 2,8 m.
Insgesamt wurden 8500 m³ Beton, 1250 t Betonstahl und 520 t Spannstahl verbaut. Die Baukosten betrugen 16,4 Millionen DM, inflationsbereinigt entspricht das heutigen 21,6 Millionen Euro.
Alle Brückenauffahrten sind mit Hartschaumstoff aufgebaut. Am nördlichen Brückenkopf hatte dieser 2008, ein Jahr nach der Inbetriebnahme, teilweise nachgegeben und musste im Rahmen der Gewährleistung neu gebaut werden.

## Fernbusbahnhof Europabrücke
Unter dem nördlichen Brückenkopf ist seit dem 1. März 2024 der Fernbusbahnhof Europabrücke in Betrieb, der vom Döbele (einem Platz am Rande der Altstadt) hier her verlegt wurde. Der bis zum Bau dieses Busbahnhofs dort befindliche Park-and-Ride-Parkplatz (Parkplatz Bodenseeforum), der 500 Parkplätze bereitstellte, wurde in die Nähe verlegt und im Juli 2025 durch ein Parkhaus mit 750 PKW- und 124 Fahrrad-Stellplätzen
ersetzt.